# アミューズソフト
アミューズソフト（英: Amuse Soft）は、アミューズの映像コンテンツ事業ブランド・レーベル。
法人としてのアミューズソフトエンタテインメント株式会社（英: Amuse Soft Entertainment, Inc）は、映像ソフト製造販売を中心に展開する企業として、東京都渋谷区桜丘町に本社を構えていた。2015年4月1日付で当法人がアミューズに吸収合併され法人格が消滅、以降は同社の社内ブランド・レーベルのひとつとなっている。

## 概要
もともとは「アミューズピクチャーズ」などアミューズグループの映像ソフトの専門販社として設立。その後アミューズピクチャーズが東芝に売却され東芝エンタテインメントになった（その後博報堂DYメディアパートナーズに再売却されショウゲートとなる）のに伴い、事業領域を拡大し映像ソフトの企画制作をはじめとする、アミューズグループにおける映像コンテンツ事業の中核を担う企業となった。主に、アミューズ所属のアーティストが出演するテレビ番組や、テレビドラマ・映画・舞台作品などのDVD・ビデオ・Blu-ray・CDを販売している。

## 沿革
- 1989年 - 株式会社アミューズビデオ設立。
- 1994年 - アミューズビデオの関連会社としてアミューズソフト販売株式会社設立。
- 2000年 - アミューズビデオ、アミューズピクチャーズ株式会社に商号変更。
- 2001年 - アミューズソフト販売、アミューズが連結子会社化。
- 2003年
  - アミューズピクチャーズを東芝に株式譲渡。
  - アミューズソフト販売、アミューズが完全子会社化。
- 2004年 - アミューズソフト販売、アミューズソフトエンタテインメント株式会社に商号変更。
- 2015年 - アミューズへ吸収合併され（法人格は消滅）、同社の1レーベルとなった[1][2][3]。

## タイトルロゴの変遷
参考：
初代（1990年〜1995年）
夜明けとともにレコードとマイクを持った自由の女神が出てきて、その下に「Amuse（改行）Video」と表示し白バックに変わる。
2代目（1995年～2000年）
無数のレーザーによって、自由の女神のイラスト→「藝神集團」→「Amuse」の順にロゴが描かれ、完成と同時に切り取るように金属板が爆破しロゴにスポットライトが当てられる。
3代目 (2000年〜2003年)
アミューズピクチャーズのタイトルロゴでは、星空  の背景に円が描かれると、「AMUSE PICTURES」の文字と自由の女神のロゴが輝く。
4代目（2003年～2018年）
東芝に株式譲渡と同時に変更。無数の花火が海を渡り市街地で火花を発した後、「AMUSE SOFT ENTERTAINMENT」のロゴが現れ下の英文字が浮き出て上空に上がる。アミューズが製作した映画のオープニングロゴの場合や、吸収合併前の末期や一時期には、この映像を基に「Video」の無い初代自由の女神ロゴを使用したバージョンが使用された。
5代目（2018年～）
アミューズのロゴ変更と同時に変更。猛スピードで黄色い線が流れ、黄色・オレンジ・グレーの三色による三角形のマークが出来上がり、「AMUSE」という文字が登場する。

## 過去の関連会社
- トライネットエンタテインメント